# 脑机接口
腦機介面（英語：brain-computer interface，简称BCI；有时也称作direct neural interface或者brain-machine interface），是在人或动物脑（或者脑细胞的培养物）与外部设备间建立的直接连接通路。在单向脑机接口的情况下，電腦接受脑传来的命令，或者发送信号到脑，但不能同时发送和接收信号。而双向脑机接口允许脑和外部设备间的双向信息交换。
在该定义中，“脑”一词意指有机生命形式的脑或神经系统，而并非仅仅是“心智”（mind）。“机”意指任何处理或運算的设备，其形式可以从简单电路到矽晶片。
对脑机接口的研究已持续了超过30年。1990年代中期以来，从实验中获得的此类知识显著增长。在多年来动物实验的实践基础上，应用于人体的早期植入设备被设计及制造出来，用于恢复损伤的听觉、视觉和肢体运动能力。研究的主线是大脑不同寻常的皮层可塑性，它与脑机接口相适应，可以像自然肢体那样控制植入的假肢。在当前所取得的技术与知识的进展之下，脑机接口研究的先驱者们可令人信服地尝试制造出增强人体功能的脑机接口，而不仅仅止于恢复人体的功能。这种技术在以前还只存在于科幻小说之中。

## 脑机接口与神经修复
神经修复是神经科学中和神经的修复相关的领域，即是用人工装置（假体）替换掉原有功能已削弱的部分神经或感觉器官。神经假体最广泛的应用是人工耳蜗，截止到2006年世界上已有大约十万人植入。也有一些神经假体是用于恢复视力的，如人工视网膜，但目前在这方面的工作仅仅局限于将人工装置直接植入脑部。
脑机接口和神经修复的区别主要从字面上就可见其端倪：“神经修复”通常指临床上使用的装置，而许多现有的脑机接口仍然是实验性质的。实践上讲神经假体可以和神经系统的任意部分相连接，如外周神经系统；而“脑机接口”通常指一类范围更窄的直接与脑相连接的系统。
由于目标和实现手段的相似性，“神经修复”和“脑机接口”两术语经常可以通用。神经修复和脑机接口尝试达到一个共同的目标，如恢复视觉、听觉、运动能力，甚至是认知的能力。两者都使用类似的石硯方法和外科手术技术。

## 动物脑机接口研究
一些实验室已实现从猴和大鼠的大脑皮层上记录信号以便操作脑机接口来实现运动控制。实验让猴只是通过回想给定的任务（而没有任何动作发生）来操纵屏幕上的计算机光标并且控制机械臂完成简单的任务。另外在猫上进行的研究对视觉信号进行了解码。

### 早期工作

#### 面向运动功能的脑机接口
在面向运动功能的脑机接口方面，发展算法重建运动皮层神经元对运动的控制，该研究可以回溯到20世纪70年代。Schmidt, Fetz和Baker领导的小组在20世纪70年代证实了猴可以在闭环的操作性条件作用（closed-loop operant conditioning）后快速学会自由地控制初级运动皮层中单个神经元的放电频率。20世纪80年代，约翰斯·霍普金斯大学的Apostolos Georgopoulos找到了猕猴的上肢运动的方向和运动皮层中单个神经元放电模式的关系。他同时也发现，一组分散的神经元也能够编码肢体运动。
20世纪九十年代中期以来，面向运动的脑机接口经历了迅速的发展。若干研究小组已经能够使用神经集群记录技术实时捕捉运动皮层中的复杂神经信号，并用来控制外部设备。其中主要包括了Richard Andersen、John Donoghue、Phillip Kennedy、Miguel Nicolelis和Andrew Schwartz等人的研究小组。

#### 面向感觉功能的脑机接口
目前人类已经能够修复或者正在尝试修复的感觉功能包括听觉、视觉和前庭感觉。
人工耳蜗是迄今为止最成功、临床应用最普及的脑机接口。
视觉修复技术尚在研发之中。这方面的研究和应用落后于听觉同能的主要原因是视觉传递信息量的巨大和外周感觉器官（视网膜）和中枢视觉系统在功能上的相对复杂性。具体参见视觉假体。
美国约翰·霍普金斯大学的Della Santina及其同事最近开发出一种可以修复三维前庭感觉的前庭植入物。

### 研究进程大事记
Phillip Kennedy及其同事用锥形营养性（neurotrophic-cone）电极植入术在猴上建造了第一个皮层内脑机接口。
1999年，哈佛大学的Garrett Stanley试图解码猫的丘脑外侧膝状体内的神经元放电信息来重建视觉图像。他们记录了177个神经元的脉冲列，使用滤波的方法重建了向猫播放的八段视频，从重建的结果中可以看到可辨认的物体和场景。
杜克大学的Miguel Nicolelis是支持用覆盖广大皮层区域的电极来提取神经信号、驱动脑机接口的代表。他认为，这种方法的优点是能够降低单个电极或少量电极采集到的神经信号的不稳定性和随机性。Nicolelis在1990年代完成在大鼠的初步研究后，在夜猴内实现了能够提取皮层运动神经元的信号来控制机器人手臂的实验。到2000年为止，Nicolelis的研究组成功实现了一个能够在夜猴操纵一个游戏杆来获取食物时重现其手臂运动的脑机接口。这个脑机接口可以实时工作。它也可以通过因特网远程操控机械手臂。不过由于猴子本身不接受来自机械手臂的感觉反馈，这类脑机接口是开环的。Nicolelis小组后来的工作使用了恒河猴。
其它设计脑机接口算法和系统来解码神经元信号的实验室包括布朗大学的John Donoghue、匹兹堡大学的Andrew Schwartz、加州理工的Richard Anderson。这些研究者的脑机接在某一时刻使用的神经元数为15-30，比Nicolelis的50-200个显著要少。Donoghue小组的主要工作是实现恒河猴对计算机屏幕上的光标的运动控制来追踪视觉目标。其中猴子不需要运动肢体。Schwartz小组的主要工作是虚拟现实的三维空间中的视觉目标追踪，以及脑际接口对机械臂的控制。. 这个小组宣称，他们的猴子可以通过脑机接口控制的机械臂来喂自己吃西葫芦。Anderson的小组正在研究从后顶叶的神经元提取前运动信号的脑机接口。此类信号包括实验动物在期待奖励时所产生信号。
除了以上所提及的这些用于计算肢体的运动参数的脑机接口以外，还有用于计算肌肉的电信号（肌电图）的脑机接口。此类脑机接口的一个应用前景是通过刺激瘫痪病人的肌肉来重建其自主运动的功能。

## 人类脑机接口研究

### 侵入式脑机接口
侵入式脑机接口主要用于重建特殊感觉（例如视觉）以及瘫痪病人的运动功能。此类脑机接口通常直接植入到大脑的灰质，因而所获取的神经信号的质量比较高。但其缺点是容易引发免疫反应和愈伤组织（疤），进而导致信号质量的衰退甚至消失。
视觉脑机接口方面的一位先驱是William Dobelle。他的皮层视觉脑机接口主要用于后天失明的病人。1978年，Dobelle在一位男性盲人Jerry的视觉皮层植入了68个电极的阵列，并成功制造了光幻视（Phosphene）。该脑机接口系统包括一个采集视频的摄像机，信号处理装置和受驱动的皮层刺激电极。植入后，病人可以在有限的视野内看到灰度调制的低分辨率、低刷新率点阵图像。该视觉假体系统是便携式的，且病人可以在不受医师和技师帮助的条件下独立使用。
2002年，Jens Naumann成为了接受Dobelle的第二代皮层视觉假体植入的16位病人中的第一位。第二代皮层视觉假体的特点是能将光幻视更好地映射到视野，创建更稳定均一的视觉。其光幻视点阵覆盖的视野更大。接受植入后不久，Jens就可以自己在研究中心附近慢速驾车漫游。
针对“运动神经假体”的脑机接口方面，Emory大学的Philip Kennedy和Roy Bakay最先在人植入了可获取足够高质量的神经信号来模拟运动的侵入性脑机接口。他们的病人Johnny Ray患有脑干中风导致的锁闭综合征。Ray在1998年接受了植入，并且存活了足够长的时间来学会用该脑机接口来控制电脑光标。
2005年，Cyberkinetics公司获得美国FDA批准，在九位病人进行了第一期的运动皮层脑机接口临床试验。四肢瘫痪的Matt Nagle成为了第一位用侵入式脑机接口来控制机械臂的病人，他能够通过运动意图来完成机械臂控制、电脑光标控制等任务。其植入物位于前中回的运动皮层对应手臂和手部的区域。该植入称为BrainGate，是包含96个电极的阵列。

2025年6月，中国科学院脑科学与智能技术卓越创新中心联合复旦大学附属华山医院与相关企业开展侵入式脑机接口临床试验。這是中國继美国之后，全球第二个进入侵入式脑机接口临床试验阶段的国家。

### 部分侵入式脑机接口
部分侵入式脑机接口一般植入到颅腔内，但是位于灰质外。其空间分辨率不如侵入式脑机接口，但是优于非侵入式。其另一优点是引发免疫反应和愈伤组织的几率较小。
皮层脑电图（ECoG）的技术基础和脑电图的相似，但是其电极直接植入到大脑皮层上，硬脑膜下的区域。华盛顿大学（圣路易斯）的Eric Leuthardt和Daniel Moran是最早在人体试验皮层脑电图的研究者。根据一则报道，他们的基于皮层脑电图的脑机接口能够让一位少年男性病人玩电子游戏。同时该研究也发现，用基于皮层脑电图的脑机接口来实现多于一维的运动控制是比较困难的。
基于“光反应成像”的脑机接口尚处在理论阶段。其概念是在颅腔内植入可测量单神经元兴奋状态的微型传感器，以及受其驱动的微型激光源。可用该激光源的波长或时间模式的变化来编码神经元的状态，并将信号发送到颅腔外。该概念的优点是可在感染、免疫反应和愈伤反应的几率较小的条件下长时间监视单个神经元的兴奋状态。

### 非侵入式脑机接口
和侵入式脑机接口一样，研究者也使用非侵入式的神经成像术作为脑机之间的接口在人身上进行了实验。用这种方法记录到的信号被用来加强肌肉植入物的功能并使参加实验的志愿者恢复部分运动能力。虽然这种非侵入式的装置方便佩戴于人体，但是由于颅骨对信号的衰减作用和对神经元发出的电磁波的分散和模糊效应，记录到信号的分辨率并不高。这种信号波仍可被检测到，但很难确定发出信号的脑区或者相关的单个神经元的放电。

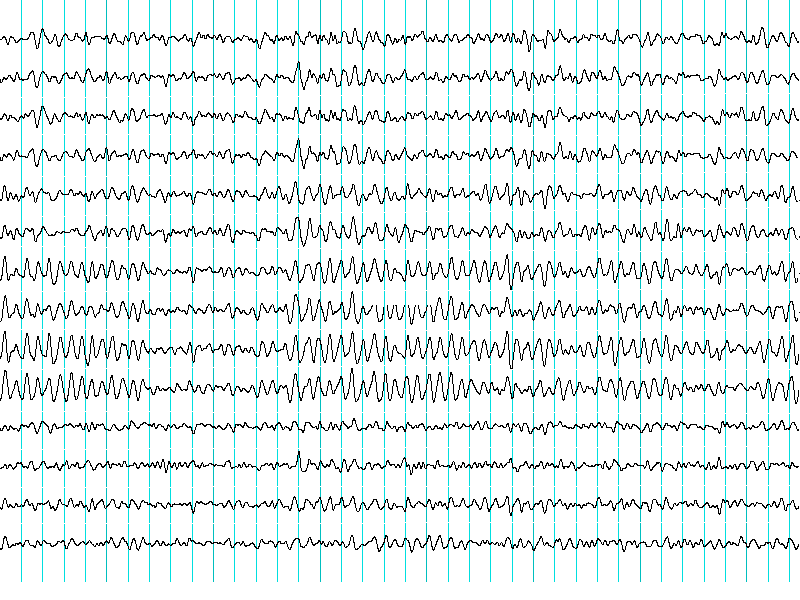
脑电图机所记录到的多导脑电图信号

脑电图（EEG）作为有潜力的非侵入式脑机接口已得到深入研究，这主要是因为该技术良好的时间分辨率、易用性、便携性和相对低廉的价格。但该技术的一个问题是它对噪声的敏感，另一个使用EEG作为脑机接口的现实障碍是使用者在工作之前要进行大量的训练。这方面研究的一个典型例子是德国图宾根大学的Niels Birbaurmer于1990年代进行的项目。该项目利用瘫痪病人的脑电图信号使其能够控制电脑光标。

经过训练，十位瘫痪病人能够成功地用脑电图控制光标。但是光标控制的效率较低，在屏幕上写100个字符需要1个小时，且训练过程常耗时几个月。在Birbaumer的后续研究中，多个脑电图成分可被同时测量，包括μ波和β波。病人可以自主选择对其最易用的成分进行对外部的控制。
与上述这种需要训练的EEG脑机接口不同，一种基于脑电P300信号的脑机接口不需要训练，因为P300信号是人看到熟识的物体时非自主地产生的。美国罗切斯特大学的Jessica Bayliss的2000年的一项研究显示，受试者可以通过P300信号来控制虚拟现实场景中的一些物体，例如开关灯或者操纵虚拟轿车等。

1999年，美国凱斯西儲大學由Hunter Peckham领导的研究组用64导脑电图恢复了四肢瘫痪病人Jim Jatich的一定的手部运动功能。该技术分析脑电信号中的β波，来分类病人所想的向上和向下两个概念，进而控制一个外部开关。除此以外，该技术还可以使病人控制电脑光标以及驱动其手部的神经控制器，来一定程度上回复运动功能。

应用人工神经网络，计算机可以分担病人的学习负担。Fraunhofer学会2004年用这一技术显著降低了脑机接口训练学习所需的时间。

Eduardo Miranda的一系列试验旨在提取和音乐相关的脑电信号，使得残疾病人可以通过思考音乐来和外部交流，这种概念称为“脑声机”（encephalophone）.

脑磁图（MEG）以及功能核磁共振成像（fMRI）都已成功实现非侵入式脑机接口。例如在一项研究中，病人利用生物反馈技术可以用改变fMRI所检测到的脑部血流信号来控制乒乓球运动。

也有人用fMIR信号来准确实时地控制机械臂，这一控制的延迟大约7秒左右。

### 成果商品化及公司介绍
John Donoghue及其同事创立了Cyberkinetics公司，宗旨是推动实用的人类脑机接口技术的发展。该公司目前以Cybernetics神经技术公司为名在美国股市上市。BrainGate是该公司生产的电极阵列，该产品基于美国犹他大学的Richard Normann研发的“犹他”电极阵列。
Philip Kennedy创立了Neural Signals （页面存档备份，存于）公司。该公司生产的脑际接口设备使用玻璃锥内含的蛋白质包裹的微电极阵列，旨在促进电极和神经元之间的耦合。该公司除了生产侵入式脑际接口产品，还销售一种可回复言语功能的植入设备。
2004年为止，William Dobelle创建的公司已经在16位失明病人内植入了初级视皮层视觉假体。该公司目前仍在继续研发视觉植入物，但这类产品至今没有获得FDA的批准，因而不能在美国境内使用于人类。

## 细胞培养物的脑机接口
细胞培养物的脑机接口是动物（或人）体外的培养皿中的神经组织和人造设备之间的通讯机制。
这方面研究的焦点是建造具有问题解决能力的神经元网络，进而促成生物式计算机。
研究者有时在半导体晶片上培养神经组织，并且从这些神经细胞记录信号或对其进行刺激。这类研究常称为“神经电子学”（Neuroelectronics）或“神经芯片”（Neurochips）。1997年，加州理工Jerome Pine和Michael Maher的团队最先宣称研制成功神经芯片。
该芯片集成了16个神经元。
2003年，美国南加州大学的Theodore Berger小组开始研制能够模拟海马体功能的神经芯片。该小组的目标是将这种神经芯片植入大鼠脑内，使其称为第一种高级脑功能假体。他们之所以选择海马体作为研究对象，是因为其高度有序的组织以及丰富的研究文献。海马体的功能与记忆生成和长期记忆有关。
佛罗里达大学的Thomas DeMarse用提取自大鼠脑的包含25000个神经元的培养物来操控一个F-22战斗机模拟程序。

这些神经元提起自大脑皮层，离体以后，它们在培养皿上迅速集结成活的神经元网络，并且与60个电极通讯，来控制战斗机的上下和左右摇摆运动。该项目的主要目的是研究人类的脑在细胞层面上如何学习特定的计算任务。

## 伦理问题
目前，关于脑机接口的伦理学争论尚不活跃，动物保护组织也对这方面的研究关注也不多。这主要是因为脑机接口研究的目标是克服多种残疾，也因为脑机接口通常给予病人控制外部世界的能力，而不是被动接受外部世界的控制。（当然视觉假体、人工耳蜗等感觉修复技术是例外。）
可以预见，未来当脑机接口技术发展到一定程度后，将不但能修复残疾人的受损功能，也能增强正常人的功能。例如脑深层刺激手术（DBS）技术可以用来治疗抑郁症和帕金森氏病，将来也可能可以用来改变正常人的一些脑功能和个性。又例如，上文提及的海马体神经芯片将来可能可以用来增强正常人的记忆。这可能将带来一系列关于“何为人类”、“心灵控制”的问题争论。

## 在虛構作品
脑机接口或各种脑植入术一直以来都是科幻小说、动漫與科幻電影作为科幻主题。
例如：
- 矢立肇 ，富野喜幸（現‧由悠季）的漫畫《機動戰士鋼彈》，與其衍生作品，廈門潤的漫畫《@假想未來》士郎正宗的漫畫《攻殼機動隊》與其衍生作品
- 川原礫的小說《刀劍神域》、《加速世界》，與其衍生作品
- OVA動畫《風暴戰士ORGUN》
- 电影《阿凡达》、《一級玩家》
- 動畫《亚基拉》、《怕痛的我，把防禦力點滿就對了》與其原作小說、《〈Infinite Dendrogram〉-無盡連鎖-》與其原作小說 ，《電馭叛客：邊緣行者》
- 小說《神經漫遊者》
- 電視劇《黑鏡》（第四季：方舟天使）
- 电影《流浪地球2》

## 参閲
技术：
脑植入术、Cyberware、神经修复术、神经技术、BrainGate
科学现象：
皮层可塑性、神经集群，脑皮层电图学（ECoG）
学科：
认知科学、神经工程、神经科学、NBIC
推想：
意识上传、心智转移、全身控制
其它：
精神控制、腦控、人体增强术、Neurohacking、Transhumanism、思想記錄與再現裝置

### 相关组织
（相关大学或研究所请参见神经工程学条目“神经工程学实验室”一节）
- 脑机交互与人机共融海河实验室
- Avery Biomedical，侵入式用于视觉恢复的脑机接口
- Cyberkinetics Neurotechnology Inc，用于人体的试验性Braingate脑机接口
- Neural Signals （页面存档备份，存于），脑通讯器侵入式脑机接口
- US Defense Advanced Research Projects Agency（DARPA）：
  - Human-Assisted Neural Devices，发展非侵入式神经假体的脑机接口项目
  - Bio: Info: Micro Interface，发展侵入式脑机接口的项目（已中止，资助撤回）

### 前文提及的研究者
- Theodore Berger （页面存档备份，存于），南加州大学（University of Southern California）
- Niels Birbaumer，蒂宾根大学（University of Tübingen）
- Thomas DeMarse，佛罗里达大学（University of Florida）
- John Donoghue位于布朗大学（Brown University）的实验室
- Apostolos Georgopoulos，明尼苏达大学（University of Minnesota）
- Eduardo Reck Miranda，德文郡普利茅斯普利茅斯大学（University of Plymouth）
- Miguel Nicolelis位于杜克大学（Duke University）的实验室
- Hunter Peckham，凯斯西储大学（Case Western Reserve University）
- Jerome Pine位于加州理工学院（Caltech）的实验室
- Andrew Schwartz，匹兹堡大学（University of Pittsburgh）
- Garrett Stanley，哈佛大学（Harvard University）
- Jonathan Wolpaw （页面存档备份，存于），紐約州衛生部（New York State Department of Health）

### 链接和文献
- BCI-info.org （页面存档备份，存于），BCI新闻与研究门户网站（日文）
- The open-source Electroencephalography project （页面存档备份，存于）和Programmable chip version （页面存档备份，存于），Sourceforge开源EEG项目
- BCI Competition，由Franunhofer Institue运营，第三次也是最近一次竞赛于2005年中旬闭幕
- The Next Brainiacs （页面存档备份，存于），Wired Magazine，2001年8月，有关Jim Jatich移植的文章
- Controlling robots with the mind （页面存档备份，存于），Scientific American，2002年9月16日，有关Miguel Nicolelis的文章
- Vision quest （页面存档备份，存于），Wired Magazine，2002年9月，有关人工视觉的文章
- Lymnaea stagnalis and the development of neuroelectronic technologies，Journal of Neuroscience Research，2004年，academic paper on a cell-culture BCI
- 'Brain' in a dish flies flight simulator （页面存档备份，存于），CNN，2004年11月4日，article on cell-culture BCI
- How to talk when you can't speak （页面存档备份，存于），Slate，2005年2月10日，article on using EEG to communicate with minimally concious patients
- Mind Control （页面存档备份，存于），Wired Magazine，2005年3月，有关Matt Nagle的文章
- ...a step towards neuron-based functional chips，Biosens Bioelectron，2006年1月，academic paper on a cell-culture BCI
- Functional alignment of feedback effects from visual cortex to thalamus，Nature Neuroscience 9, 1330-1336 (2006)，2006年9月17日，解码LGN视觉信号的最新进展
- . 明報. 2011年1月24日  [2011年1月24日]. （原始内容存档于2011年1月28日）.
- 屌，用思想殺敵於無形！OCZ NIA腦波遊戲滑鼠簡介 （页面存档备份，存于）
- Boufidis, D., Garg, R., Angelopoulos, E. et al. Bio-inspired electronics: Soft, biohybrid, and “living” neural interfaces. Nat Commun 16, 1861 (2025). https://doi.org/10.1038/s41467-025-57016-0 [1]

1. ↑  Boufidis, Dimitris; Garg, Raghav; Angelopoulos, Eugenia; Cullen, D. Kacy; Vitale, Flavia. . Nature Communications. 2025-02-21, 16 (1)  [2025-04-12]. ISSN 2041-1723. PMC 11845577 . PMID 39984447. doi:10.1038/s41467-025-57016-0 （英语）.